# Conophytum minusculum
Conophytum minusculum är en isörtsväxtart. Conophytum minusculum ingår i släktet Conophytum, och familjen isörtsväxter.

## Underarter
Arten delas in i följande underarter:
- C. m. aestiflorens
- C. m. leipoldtii
- C. m. minusculum